# Nocaute

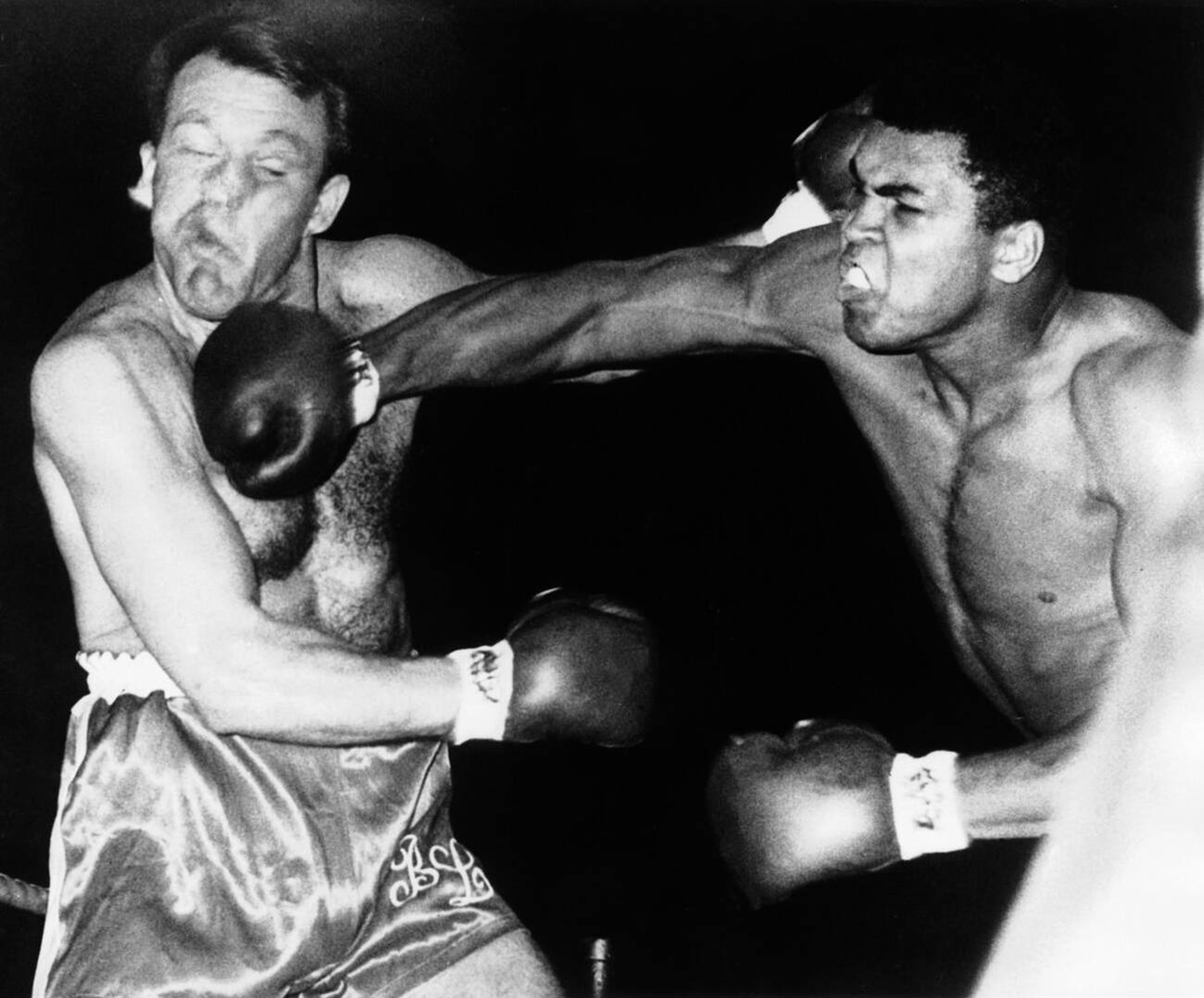
Um golpe forte na cabeça é uma causa frequente de nocaute. Muhammad Ali acerta Brian London e mantém seu título de pesos pesados por nocaute no terceiro round em 6 de agosto de 1966.

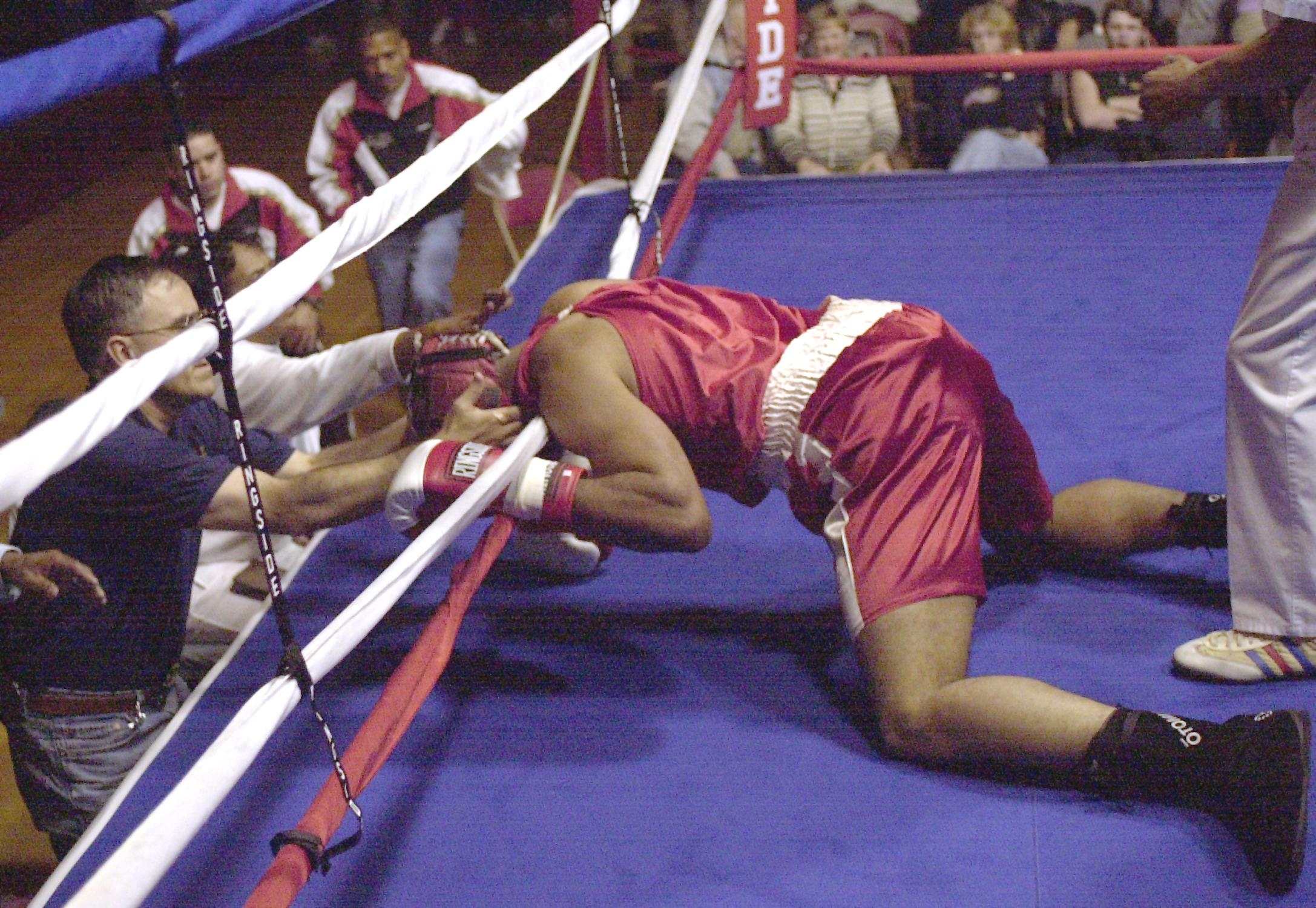
Um nocaute se caracteriza por uma perda temporária de consciência

Um nocaute (do inglês knockout, também chamado de K.O.) é um critério de vitória e encerramento de combate válido em vários esportes de combate de contato completo, tais como pugilismo, kickboxing, muay thai, artes marciais mistas, caratê e outros esportes envolvendo golpe. É considerado um nocaute completo qualquer golpe ou combinação legal de golpes que torne o oponente incapaz de continuar lutando.
O termo é tipicamente associado com a repentina e traumática perda de consciência ocasionada por golpes físicos. Golpes poderosos à cabeça (particularmente na mandíbula ou na têmpora) podem produzir concussão cerebral e resultar em um nocaute repentino e dramático. Golpes ao corpo, particularmente na área do fígado, podem causar dor progressiva e debilitante, também resultando em K.O.
Em pugilismo, kickboxing, etc., um nocaute é dado quando um participante vai à lona e não pode se levantar dentro de um período específico de tempo, normalmente por causa de cansaço, dor, desorientação, ou inconsciência. Por exemplo, se um pugilista é nocauteado e não pode continuar lutando dentro de uma contagem de dez segundos, ele é considerado nocauteado e seu oponente recebe vitória por nocaute.
Em competições de artes marciais mistas, não há contagem dada após a queda, pois o esporte permite submissão. Se um lutador é derrubado e perde a consciência, ou não se defende imediatamente, ele é declarado como nocauteado.

## Exemplos de nocaute técnico

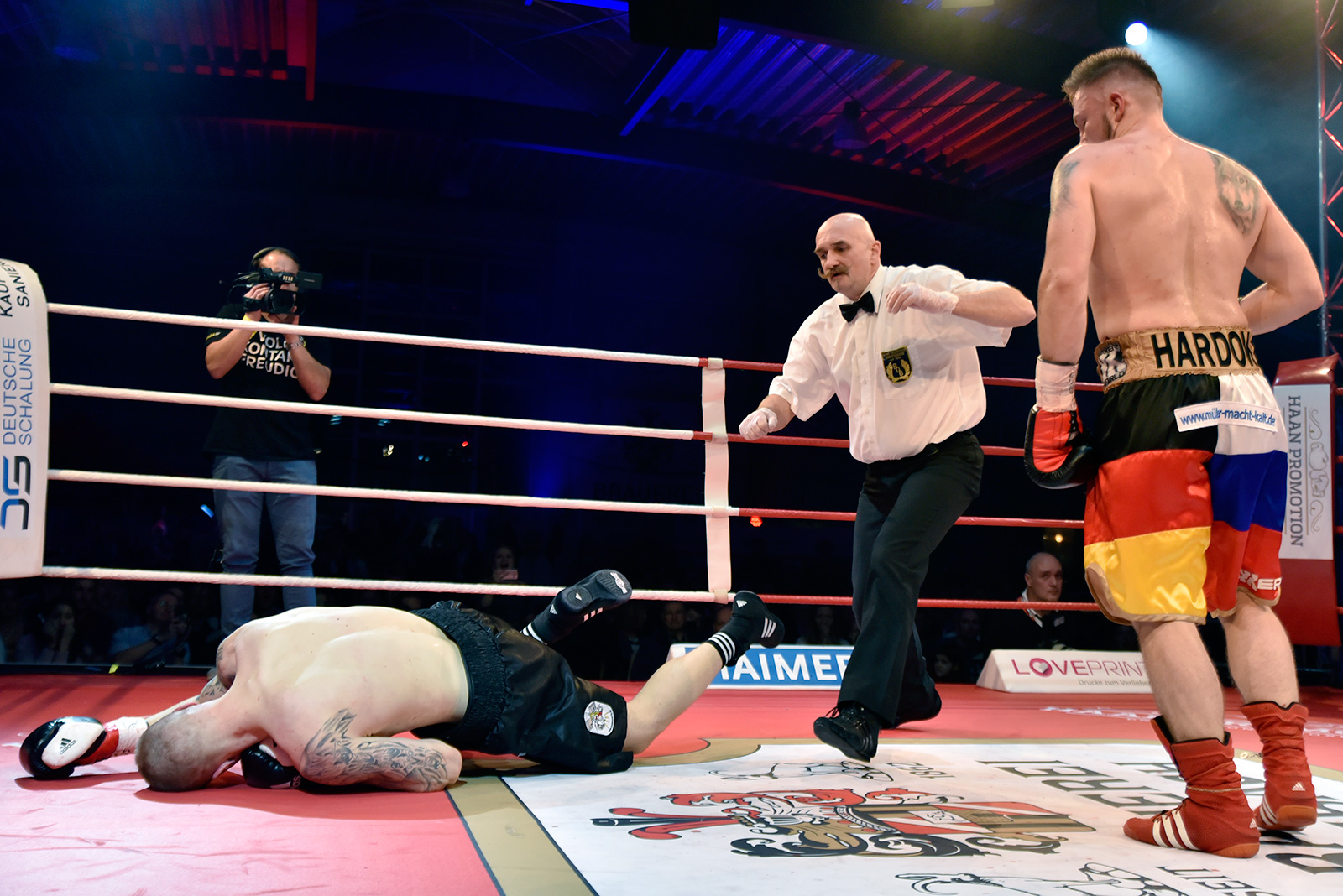
O árbitro pode interromper a luta se considerar que um dos competidores não pode lutar.

- Parado pelo médico/por injúria: O lutador sofreu um ferimento e não pode continuar lutando em segurança.

Exemplo 1: B.J. Penn desfere um chute à cabeça de Diego Sanchez, abrindo um grande corte acima de seu olho. Depois de ser examinado pelo paramédico, foi decidido que Sanchez não poderia continuar lutando, dando a B.J. Penn vitória por nocaute técnico (parado pelo médico).
Exemplo 2: Apesar de estar liderando no conceito de todos os três juízes contra Lennox Lewis, Vitali Klitschko perdeu por nocaute técnico depois de o paramédico ter determinado que um corte que Klitschko sofreu perto de seu olho no começo da luta era grave demais, e que golpes posteriores poderiam causar ainda mais dano. (Foi relatado que o corte levou 60 pontos para ser fechado.) Lewis manteve seu título de peso-pesado.
- Parado pelo treinador: O lutador está sendo dominado a tal ponto que lutar está se tornando perigoso. O treinador decide rendição no nome do lutador para evitar dano desnecessário ou potenciais ferimentos. (Isto também pode se chamar "jogar a toalha".)

Exemplo 1: Na UFC 94, B.J. Penn estava sendo derrotado pelo ataque deitado de Georges St. Pierre. Os socos concentrados estavam cada vez mais graves conforme a luta progredia, e B.J. Penn estava cansado e quase incapaz de contra-atacar ou se defender. Depois do quarto assalto (10-8 para St. Pierre), o treinador de Penn pediu que o paramédico parasse a luta, dando a St. Pierre vitória por nocaute técnico (parado pelo treinador).
Exemplo 2: George Foreman estava derrotando George Chuvalo; Foreman estava desferindo golpes à vontade e com toda a força. O treinador de Chuvalo "jogou a toalha", salvando seu lutador de posterior punição.
- Parado por ataques: O lutador está encoberto por ataques, e não pode se defender convenientemente. O juiz intervém para evitar dano desnecessário ou potenciais ferimentos.
- Derrubadas múltiplas: O lutador é derrubado um determinado número de vezes em um só assalto.

## Características físicas
Pouco se sabe sobre o que faz com que alguém caia inconsciente, mas a maioria concorda que se relaciona a um pequeno trauma ao tronco cerebral. Isto normalmente acontece quando a cabeça vira com força, o que ocorre nas lutas como resultado do ataque. Há três manifestações gerais de tal trauma – o nocaute típico que resulta em uma perda contínua de consciência (comparável a uma anestesia geral, no qual se perde a memória do acontecido), um nocaute "rápido" no qual uma perda de consciência bastante transitória (menor que três segundos) ocorre (no qual a vítima tipicamente mantém o alerta e a memória do combate), e por último um "paralisante" onde a consciência é mantida apesar da propriocepção, processamento de áudio, e visão extremamente distorcidos. Um princípio básico do boxe, e de outros esportes de combate, é defender-se contra esta vulnerabilidade mantendo ambas as mãos levantadas à frente do rosto e o queixo enquadrado.
Um lutador que sofre de concussão e perde a consciência em um ataque com poder de nocaute suficiente é dito por ter sido nocauteado (knocked out) ou "queioado" (kayoed, KO'd). Perder o equilíbrio sem perder a consciência é dito por ser uma derrubada ("queda sem desligamento"). Golpes repetidos à cabeça causam danos cerebrais graduais e permanentes. Em casos graves, pode ocasionar em AVCs ou paralisias. Por causa disso, vários médicos aconselham a não praticar esportes que envolvam nocaute.
Lutadores que perdem por nocaute (pela contagem de dez ou por nocaute técnico) são suspensos automaticamente por 30 dias; três meses caso seja o segundo nocaute dentro de três meses; ou um ano se for o terceiro nocaute em um ano. Em competições AIBA, isto não se aplica caso o lutador seja desclassificado por nocaute técnico quando o lutador estiver atrás em mais de 20 pontos – 15 para níveis júnior – em qualquer assalto, exceto o último.

## Derrubada

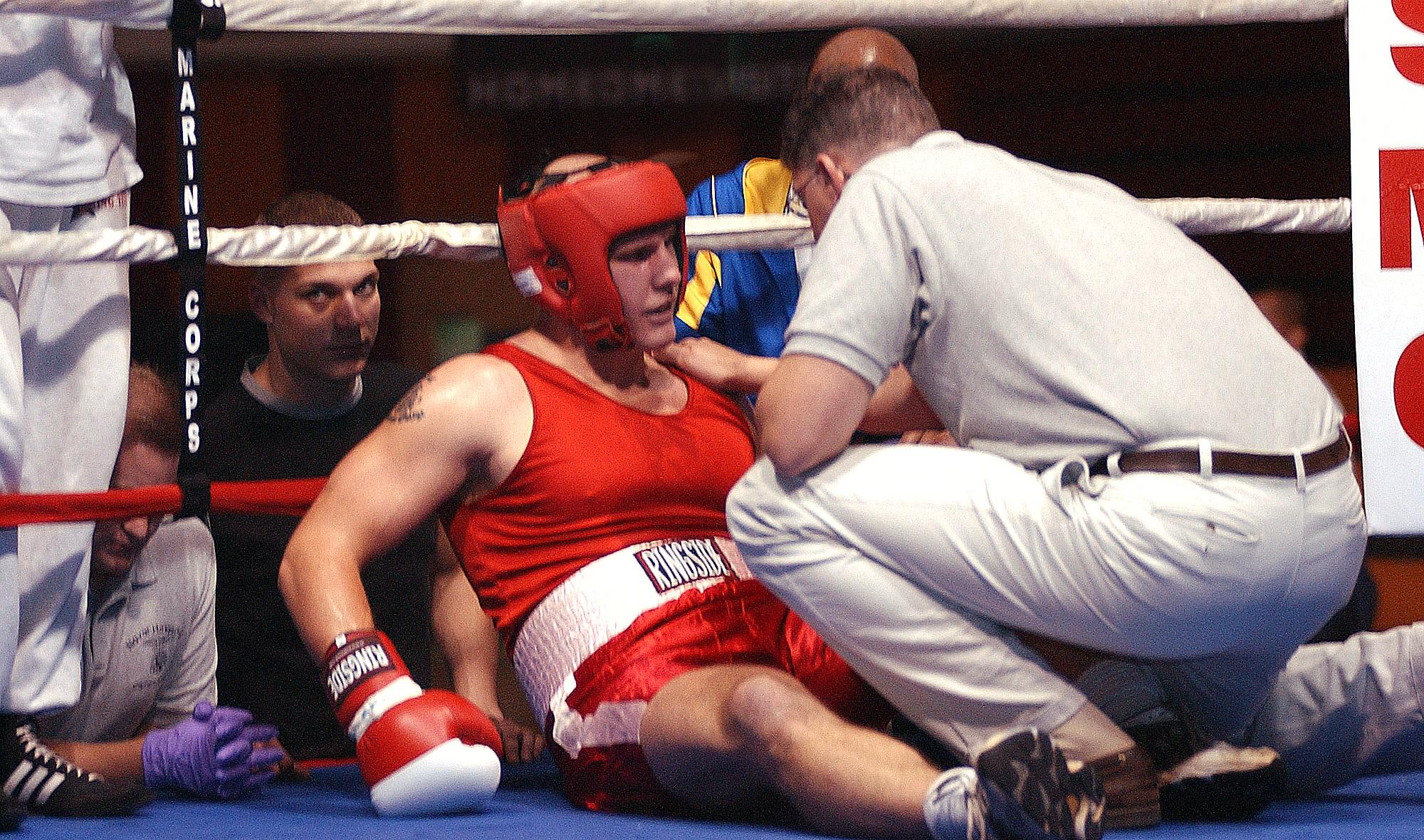
Um lutador é derrubado e recebe a contagem de dez.

Uma derrubada ocorre quando o lutador toca o chão do ringue com qualquer parte de seu corpo, exceto seus pés, depois de receber um ataque. O termo também é usado quando o lutador se pendura nas cordas, se enrosca nas cordas, ou se pendura nas cordas sem conseguir cair no chão e nem se proteger. Uma derrubada aciona uma contagem pelo juiz; se o lutador não conseguir se levantar na contagem, a luta é encerrada por ′′K.O′′..
Uma "derrubada rápida" é uma derrubada na qual o lutador atinge a lona, mas se recupera rapidamente, antes mesmo de a contagem iniciar.